# Nepeta pabotii
Nepeta pabotii là một loài thực vật có hoa trong họ Hoa môi. Loài này được Mouterde mô tả khoa học đầu tiên năm 1973.